# メイドと魔術師
『メイドと魔術師』（めいどどまじゅつし）は、Waffleから2007年6月29日に発売されたアダルトゲームである。

## 解説
本作は魔術師の屋敷で起きる恋愛模様を描いたアドベンチャーゲームであり、ほのぼのとした作風で知られるしかげなぎが原画を務めている。
ほのぼのとした作風に反し、各ヒロインのエピソードを攻略するごとに主人公の記憶が取り戻されるという仕組みをとっているため、ストーリーの展開が壮大である。
本作の発売に合わせてしかけが過去に原画を務めた『故郷の詩』のダウンロード販売が行われた。

## あらすじ
主人公・アクトは自らの失われた記憶を取り戻すべく旅をしていたところ、ある町に大魔術師が住んでいることを知り、記憶を取り戻してもらうために、彼の屋敷を訪問した。
だが、その大魔術師は旅に出ていたため屋敷におらず、メイドのラピスラズリだけが彼を出迎えた。
ラピスラズリの頼みを受け、アクトは主が帰ってくるまで屋敷にとどまることにした。

## 登場人物
アクト
本作の主人公。
ラピスラズリ
声：成瀬未亜
魔術師の助手兼メイドで、1年以上前から主人の帰りを待っている。パン焼きが得意だが、それ以外の料理は苦手である。
ティリオ
声：かわしまりの
アクトのみが見たり触れたりできる、メイドの幽霊。
ミナ
声：神村ひな
工房に暮らす少女。無口な性格をしており、なかなか他者に対して心を開こうとしない。
ブリット
声：風音
ミナの姉代わりのロボット。ウェイトレスとして勤務していたレストランを解雇され、アクトらのいる屋敷で働くことになった。
鶯姫・本堂＝クリミア（おうき・ほんどう＝クリミア）
声：榊原ゆい
東方の出身の新米魔術師で、100年近く前にファーンに弟子入りした。小柄な体格と生意気な性格が特徴である。
タナヒム
声：片岡一郎
ファーン
魔術師。

## スタッフ
- 音楽：松田彬人
- 原画：しかげなぎ

## 評価
アダルトゲームのライターであるカズオはGame-Styleに寄せたコラムの中で、「ストーリーが深くて重い話だったのには驚かされ、予想以上には面白かった。シナリオ・CG・ユーザーインターフェースなどの完成度が高く、Hシーンが入っているためとはいえ18歳以上の人しか遊べないのが惜しいほどだった」と評した。